# Brooklyn Baby
"Brooklyn Baby" là một bài hát do ca sĩ kiêm nhạc sĩ Lana Del Rey thể hiện, nó nằm trong album phòng thu thứ ba của cô Ultraviolence (2014). Nó được viết bởi Del Rey và Barrie O'Neill, được xử lý và sản xuất bởi Dan Auerbach. Bài hát được phát hành vào ngày 8 tháng 6 năm 2014, bởi Polydor Records và Interscope Records, là đĩa đơn thứ tư nằm trong album Ultraviolence. Nội dung trong ca từ của bài hát đặc biệt là nó có yếu tố châm biếm nhắm vào văn hóa hipster ở New York: Điệp khúc của bài hát có "hàng loạt của những điều sáo rỗng về hipster, Brooklyn, thế hệ Millennials và những thứ khác mà chính bản thân Del Rey từng thần tượng khi trẻ".

## Biên soạn
Miriam Coleman thuộc tạp chí Rolling Stone đã mô tả giọng hát của Del Rey như những "tiếng thở" và giai điệu bài hát "làm gợi nhớ những bản hit của những nhóm nhạc nữ thập niên 1960". Del Rey di chuyển khắp đất nước của mình, từ Tây Duyên hải Hoa Kỳ đến thành phố New York. Và khi đặt chân tới thành phố New York, cô đã phát hành Brooklyn Baby. Trong bài hát, Del Rey mang đến một chút châm biếm tại sân khấu âm nhạc khu vực: Văn hóa Hipster, tham khảo một số lời nói sáo rỗng về họ, Brooklyn và thế hệ Millennials.
Lana Del Rey nói rằng cô ấy đã viết bài hát cùng Lou Reed trong chính tâm trí của mình. Lou Reed muốn được làm việc với Del Rey và vì vậy, cô ấy đã bay tới New York để gặp ông ấy. "Tôi đã lên chuyến bay sớm nhất, xuống máy bay lúc 7 giờ sáng... Và hai phút sau anh ấy qua đời" Del Rey nói. Ông ấy được nhắc đến tại câu hát "Tôi chỉ cần biết rằng bạn trai của tôi đang ở trong ban nhạc / Anh ấy chơi guitar còn tôi ngân nga ca khúc của Lou Reed / Tôi cài lông vũ trên mái tóc / Tôi cảm thấy phê pha vì cỏ dại thủy canh". Bạn trai khi đó của cô ấy, Barrie-James O'Neill cũng tham gia vào phần điệp khúc, thêm một lớp mỉa mai khác khi anh ấy hát, "Bạn trai tôi khá là ngầu đấy / Nhưng chàng chẳng thể ngầu bằng tôi đâu / Bởi vì tôi là nàng thơ Brooklyn chính hiệu".

## Phê bình
Bài hát nhận được nhiều lời khen ngợi. Miriam Coleman thuộc tạp chí Rolling Stone đã mô tả nó như là một "bài hát mơ mộng... với giọng hát trầm lắng và giai điệu trước khi chuyển sang âm giọng mơ màng, uể oải thường thấy của Del Rey". Duncan Cooper thuộc tạp chí The Fader đã tuyên bố rằng "Brooklyn Baby" là ca khúc nổi bật của Ultraviolence, chỉ ra những "sự tự tin nhưng không đặc trưng như những viên đá quý", "Yeah, bạn trai tôi ngầu thật đấy / Nhưng anh ấy không ngầu bằng tôi đâu". Sharan Shetty thuộc tạp chí Slate khen ngợi giai điệu của bài hát, tuy nhiên không thích việc thiếu "giọng hát to, kéo dài". Bài hát được xếp ở vị trí thứ 22 trong danh sách 50 bài hát hay nhất năm 2014 theo đánh giá của tạp chí Rolling Stone.